# Collegio uninominale Lombardia 1 - 06 (2017)
Il collegio elettorale uninominale Lombardia 1 - 06 è stato un collegio elettorale uninominale della Repubblica Italiana per l'elezione della Camera tra il 2017 ed il 2022.

## Territorio
Come previsto dalla legge elettorale italiana del 2017, il collegio era stato definito tramite decreto legislativo all'interno della circoscrizione Lombardia 1.
Era formato dal territorio di 37 comuni: Agrate Brianza, Aicurzio, Basiano, Bellinzago Lombardo, Bellusco, Bernareggio, Burago di Molgora, Busnago, Bussero, Cambiago, Caponago, Carnate, Carugate, Cassano d'Adda, Cassina de' Pecchi, Cavenago di Brianza, Cornate d'Adda, Gessate, Gorgonzola, Grezzago, Inzago, Liscate, Masate, Melzo, Mezzago, Ornago, Pessano con Bornago, Pozzo d'Adda, Pozzuolo Martesana, Roncello, Ronco Briantino, Sulbiate, Trezzano Rosa, Trezzo sull'Adda, Truccazzano, Vaprio d'Adda e Vignate.
Il collegio era quindi compreso tra la città metropolitana di Milano e la provincia di Monza e della Brianza.
Il collegio era parte del collegio plurinominale Lombardia 1 - 01.

## Eletti
| Elezione | Elezione | Deputato        | Gruppo parlamentare                  |
| -------- | -------- | --------------- | ------------------------------------ |
|          | 2018     | Valentina Aprea | Forza Italia - Berlusconi Presidente |

## Dati elettorali

### XVIII legislatura
Come previsto dalla legge elettorale, 232 deputati erano eletti con sistema a maggioranza relativa in altrettanti collegi uninominali a turno unico.
| Candidati              | Candidati                 | Voti    | %     | Liste                           | Voti    | %     |
| ---------------------- | ------------------------- | ------- | ----- | ------------------------------- | ------- | ----- |
|                        | Valentina Aprea ✔️ Eletto | 71 965  | 41,01 | Lega                            | 43 055  | 24,54 |
| Forza Italia           | Valentina Aprea ✔️ Eletto | 71 965  | 41,01 | 20 952                          | 11,94   |       |
| Fratelli d'Italia      | Valentina Aprea ✔️ Eletto | 71 965  | 41,01 | 6 414                           | 3,66    |       |
| Noi con l'Italia - UDC | Valentina Aprea ✔️ Eletto | 71 965  | 41,01 | 1 544                           | 0,88    |       |
|                        | Enrico Brambilla          | 47 049  | 26,81 | Partito Democratico             | 39 719  | 22,64 |
| +Europa                | Enrico Brambilla          | 47 049  | 26,81 | 5 688                           | 3,24    |       |
| Italia Europa Insieme  | Enrico Brambilla          | 47 049  | 26,81 | 1 029                           | 0,59    |       |
| Civica Popolare        | Enrico Brambilla          | 47 049  | 26,81 | 613                             | 0,35    |       |
|                        | Federica Casalino         | 44 679  | 25,46 | Movimento 5 Stelle              | 44 679  | 25,46 |
|                        | Antonio Lentini           | 5 659   | 3,23  | Liberi e Uguali                 | 5 659   | 3,23  |
|                        | Arturo Geromini           | 1 721   | 0,98  | Potere al Popolo!               | 1 721   | 0,98  |
|                        | Stefania Araldi           | 1 562   | 0,89  | CasaPound                       | 1 562   | 0,89  |
|                        | Andrea Cavenaghi          | 900     | 0,51  | Il Popolo della Famiglia        | 900     | 0,51  |
|                        | Giuseppe Scaramozzino     | 895     | 0,51  | Italia agli Italiani            | 895     | 0,51  |
|                        | Stefano Molinelli         | 467     | 0,27  | 10 Volte Meglio                 | 467     | 0,27  |
|                        | Dario Casati              | 415     | 0,24  | Per una Sinistra Rivoluzionaria | 415     | 0,24  |
|                        | Alessio Benincasa         | 150     | 0,09  | PRI - ALA                       | 150     | 0,09  |
| Totale                 | Totale                    | 175 462 | 100   |                                 | 175 462 | 100   |
|                        |                           |         |       |                                 |         |       |
| Voti non validi        | Voti non validi           | 4 913   | 2,72  |                                 |         |       |
| Votanti                | Votanti                   | 180 375 | 78,29 |                                 |         |       |
| Elettori               | Elettori                  | 230 391 |       |                                 |         |       |